# Kratochviliella bicapitata
Kratochviliella bicapitata là một loài nhện trong họ Linyphiidae.
Loài này thuộc chi Kratochviliella. Kratochviliella bicapitata được František Miller miêu tả năm 1938.